# Mairead McGuinness
Mairead McGuinness (født 13. juni 1959 i Ardee, Irland) er en irsk politiker, der har fungeret som EU-kommissær for finansielle tjenesteydelser, finansiel stabilitet og kapitalmarkedsunionen siden oktober 2020. Hun var medlem af Europa-Parlamentet fra 2004 til 2020 hvilket gjorde hende til Irlands længst siddende MEP. McGuinness var parlamentets første næstformand fra 2017 til 2020. I EU-parlamentet var McGuinness i gruppen Det Europæiske Folkeparti (EPP). Nationalt er hun medlem af partiet Fine Gael.

## Uddannelse og mediekarriere
McGuinness er uddannet til landbrugsøkonom på University College Dublin som den første kvinde i 1980. Hun arbejdede som journalist før hun blev politiker. McGuinness har bl.a. været efterforsker på The Late Late Show, vært på flere tv-programmer på RTÉ, journalist ved Irish Farmers Journal og redaktør af Irish Independents landbrugstillæg.

## Politisk karriere
McGuinness var medlem af Europa-Parlamentet fra 2004 til 2020.
Hun stillede op til Irlands parlament i 2007 men blev ikke valgt. I april 2011 forsøgte McGuinness at blive nomineret som Fine Gaels kandidat til præsidentvalget i Irland 2011. Hun fik flere stemmer end Pat Cox, men tabte til Gay Mitchell.
McGuinness indtrådte i Europa-Komissionen i 2020 som afløser for handelskommissær Phil Hogan der var udtrådt i august 2020 efter kritik af han havde havde deltaget i en irsk sammenkomst i strid med Corona-reglerne i Irland.

## Privat
McGuinness er gift og har 4 børn.